# Новочеркасское суворовское военное училище МВД
Федеральное государственное казённое общеобразовательное учреждение «Новочеркасское Суворовское военное училище Министерства внутренних дел Российской Федерации» (ФГКОУ НСВУ МВД России) — Суворовское военное училище МВД России, расположенное в г. Новочеркасске, Ростовской области. Основано в 1991 году.

## История
Новочеркасское Суворовское военное училище МВД России создано на базе одного из первых учебных заведений Министерства внутренних дел России. Его история началась в 1923 году со «Школы среднего комсостава милиции». С 1991 года — «Среднее училище МВД РФ» (по типу Суворовских). С 1997 года по настоящее время оно называется «Суворовское военное училище МВД России».
Новочеркасское суворовское военное училище МВД России размещается в старинном двухэтажном кирпичном здании, построенном в 1840 году. Парадный вход в здание находится в его скошенном углу с большим балконом. Здание имеет межэтажный и венчающий карниз. Полуциркульные окна второго этажа украшены сандриками, первого этажа — замковыми камнями.
В дальнейшем в здании находились учебные заведения. С 1876 года в этом здании размещалась учительская семинария, которая готовила учителей церковно-приходских школ. В семинарию принимали подростков с 16 лет, имеющих 4-х классное образование. В семинарии преподавали высокообразованные чиновники — статские советники, то соответствовало чину в армии между генералом-майором и полковником.
В 1912—1914 годах здание было перестроено и реконструировано. Реконструкция проходила по проекту архитектора С. И. Болдырева.
В 20-х годах XX века в здании размещался уголовный розыск.
С 1923 года в нём находилась школа милиции, созданная в соответствии с постановлением ЦК РКП(б) и Совета народных комиссаров РСФСР и готовившая кадры для различных подразделений органов внутренних дел.
Славен, труден и в чем-то трагичен путь, пройденный Новочеркасской школой милиции. Он неразрывно связан с историей становления и развития Советской власти на Дону и историей Российского государства. Но все годы Новочеркасская школа милиции выполняла свою главную функцию — готовила достойные кадры для защиты правопорядка.
Шли годы, а потребность в подготовке юношей к службе оставалась неизменной. И в июне 1991 года Постановлением Совета Министров РСФСР № 332 и приказом МВД от 5 июля 1991 года № 106 в Новочеркасске, на базе Школы милиции было создано Новочеркасское военное училище (по типу суворовского). Оно стало связующим звеном преемственности поколений защитников закона и правопорядка, и первым в системе МВД России.
14 февраля 1997 года распоряжением Правительства России № 202-р и приказом МВД России № 223 от 14 апреля 1997 года, подписанным Министром МВД РФ генералом армии Куликовым А. С., училище получило своё нынешнее название — Новочеркасское суворовское военное училище МВД России.

Полномочия учредителя Новочеркасского суворовского военного училища МВД России от имени Российской Федерации осуществляет Министерство внутренних дел Российской Федерации.

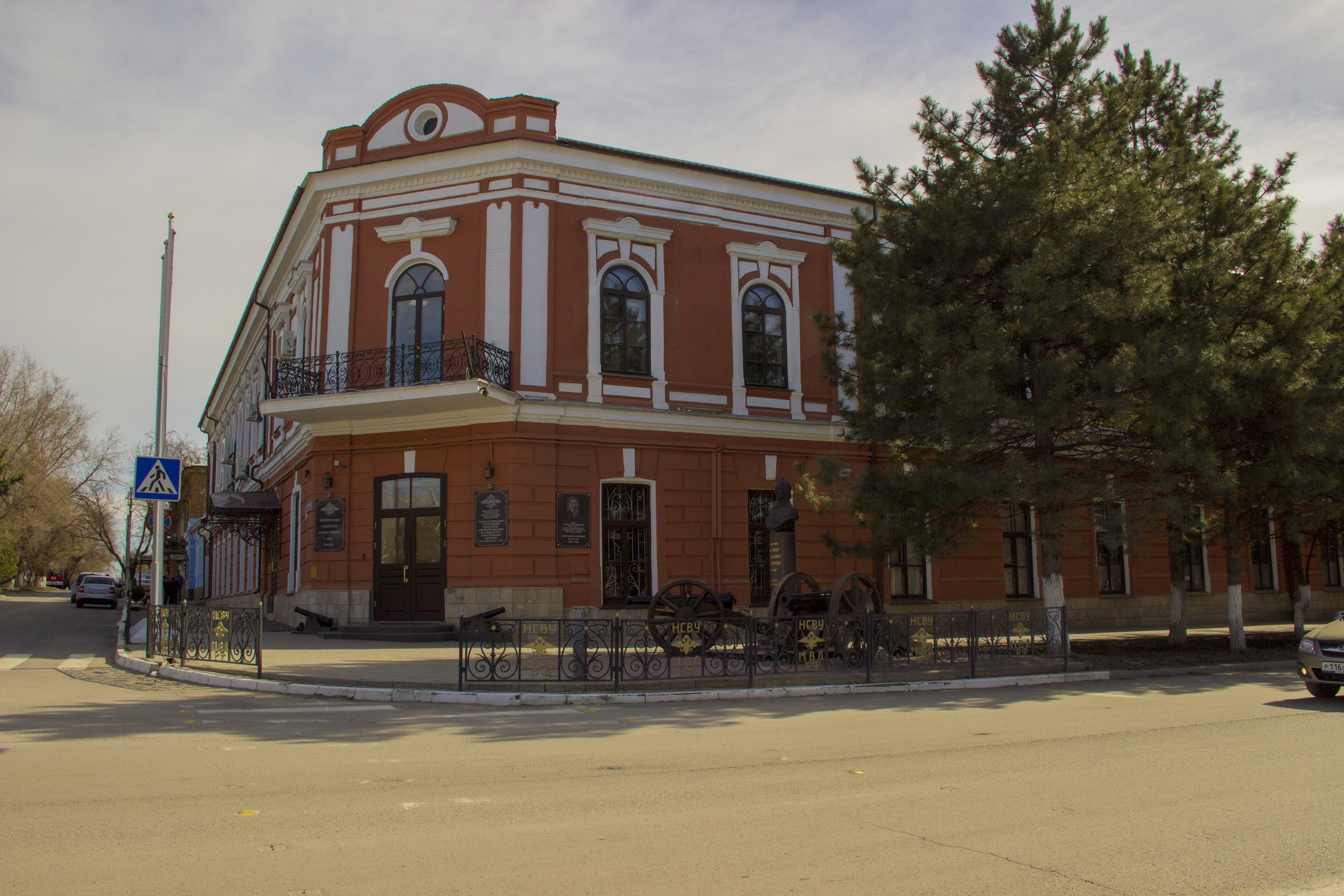

Приказом МВД России от 13.12.2021 # 1027 принято решение о ликвидации Новочеркасского суворовского военного училища МВД России.

## Деятельность
В училище со сроком освоения основных общеобразовательных программ, интегрированных с дополнительными общеразвивающими программами, 3 года могут поступать несовершеннолетние граждане, не достигшие семнадцатилетнего возраста (по состоянию на 31 декабря года поступления), окончившие 8 классов по программе основного общего образования в организации, осуществляющей образовательную деятельность, в году поступления.
Набор обучающихся в училище осуществляется двумя способами:
1. По целевому направлению — учебное дело кандидата на обучение формируется органом (организацией, подразделением) МВД России по месту регистрации или пребывания кандидата на обучение.
2. По прямому набору — учебное дело кандидата на обучение формируется непосредственно училищем.
За время своей деятельности училище подготовило более 2200 выпускников. 62 выпускника завершили обучение с «золотыми» и «серебряными» медалями. Подавляющее большинство выпускников училища поступают в образовательные учреждения МВД. Многие из них продолжают обучение в Московском, Санкт-Петербургском и Краснодарском университетах МВД, Волгоградской и Нижегородской академиях МВД, Ростовском юридическом институте МВД.
В 2006 году прошёл юбилейный, 25-й выпуск училища.
А в 2022 прошёл последний выпуск училища

### Руководители училища
- 1991−2002 — генерал-майор внутренней службы Охота, Иван Степанович;[3]
- 2002−2007 — генерал-майор милиции Савченко, Илья Петрович;
- 2007−2009 — полковник милиции Барковский, Геннадий Францевич;
- 2009−2018 — полковник внутренней службы Воробьев, Валерий Викторович.
- 2018 — 2021 — полковник внутренней службы Харченко Александр Викторович.